# Дальнє (Казахстан)
Да́льнє (каз. Дальное) — село у складі Єсільського району Акмолинської області Казахстану. Входить до складу Заріченського сільського округу.
Населення — 104 особи (2021; 140 у 2009, 0 у 1999, 160 у 1989).
Національний склад станом на 1989 рік:
- німці — 43 %;
- росіяни — 26 %.